# خوسيه بيانكو
خوسيه بيانكو (بالإسبانية: José Bianco)‏ هو مترجم وكاتب وصحفي أرجنتيني، ولد في 21 نوفمبر 1908 في بوينس آيرس في الأرجنتين، وتوفي بنفس المكان في 24 أبريل 1986.

## وصلات خارجية
- خوسيه بيانكو على موقع الموسوعة البريطانية (الإنجليزية)